# Windkanal
Ein Windkanal ist eine Anlage zur Untersuchung und Vermessung aerodynamischer und aeroakustischer Eigenschaften von Objekten.

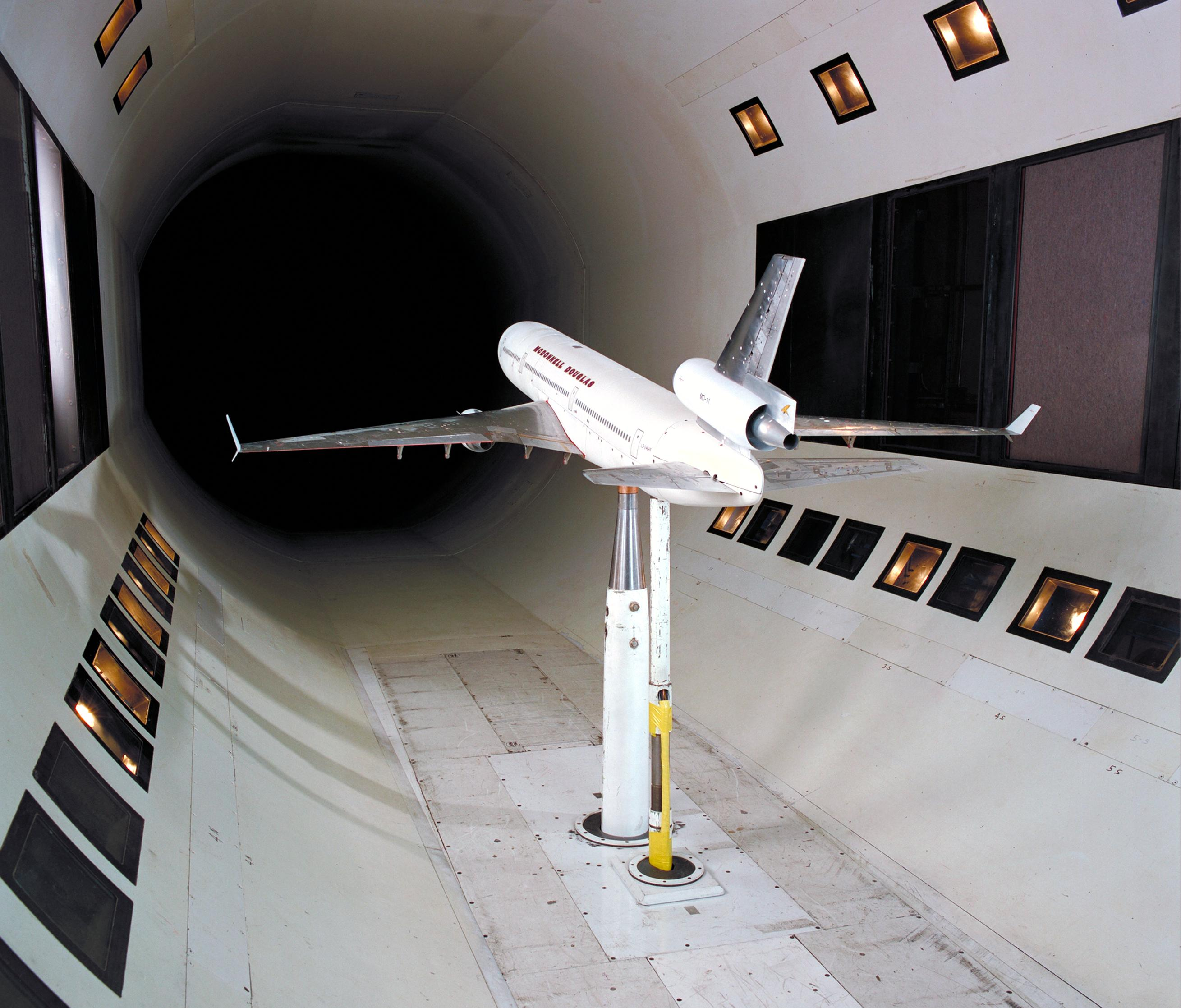
Windkanal der NASA mit dem Modell einer MD-11

Am bekanntesten sind wahrscheinlich die Windkanaluntersuchungen von Flugzeugen und Autos. Im Windkanal werden Luftwiderstand, dynamischer Auftrieb oder Verformungen durch Aeroelastizität untersucht.
Auch Modelle von Bauwerken wie Hochhäusern, Schornsteinen und Brücken werden in Windkanälen untersucht. Bei ihnen ist das Ziel eine Beurteilung, ob sie in Originalgröße bei Stürmen den zu erwartenden Windkräften standhalten. Um die Windströmung richtig simulieren zu können, muss dafür manchmal die gesamte nähere Umgebung modelliert werden. Nur wenige Objekte können ohne Skalierung sinnvoll im Windkanal untersucht werden. Autos bilden eine Ausnahme, da sie nicht allzu groß sind und die relativ niedrigen Luftgeschwindigkeiten ausreichend große Windkanäle erlauben.
Für Flugzeuge oder Gebäude kommen maßstabsgerecht verkleinerte Modelle zum Einsatz. Die Form der Umströmung eines Körpers hängt von ihrer Reynolds-Zahl ab. Um realistische Ergebnisse zu erhalten, muss die Untersuchung im Windkanal bei der gleichen Reynolds-Zahl erfolgen, wie sie der Umströmung im Original entspricht. Das kann durch eine höhere Dichte des Mediums oder durch eine höhere Geschwindigkeit erreicht werden.

## Aufbau

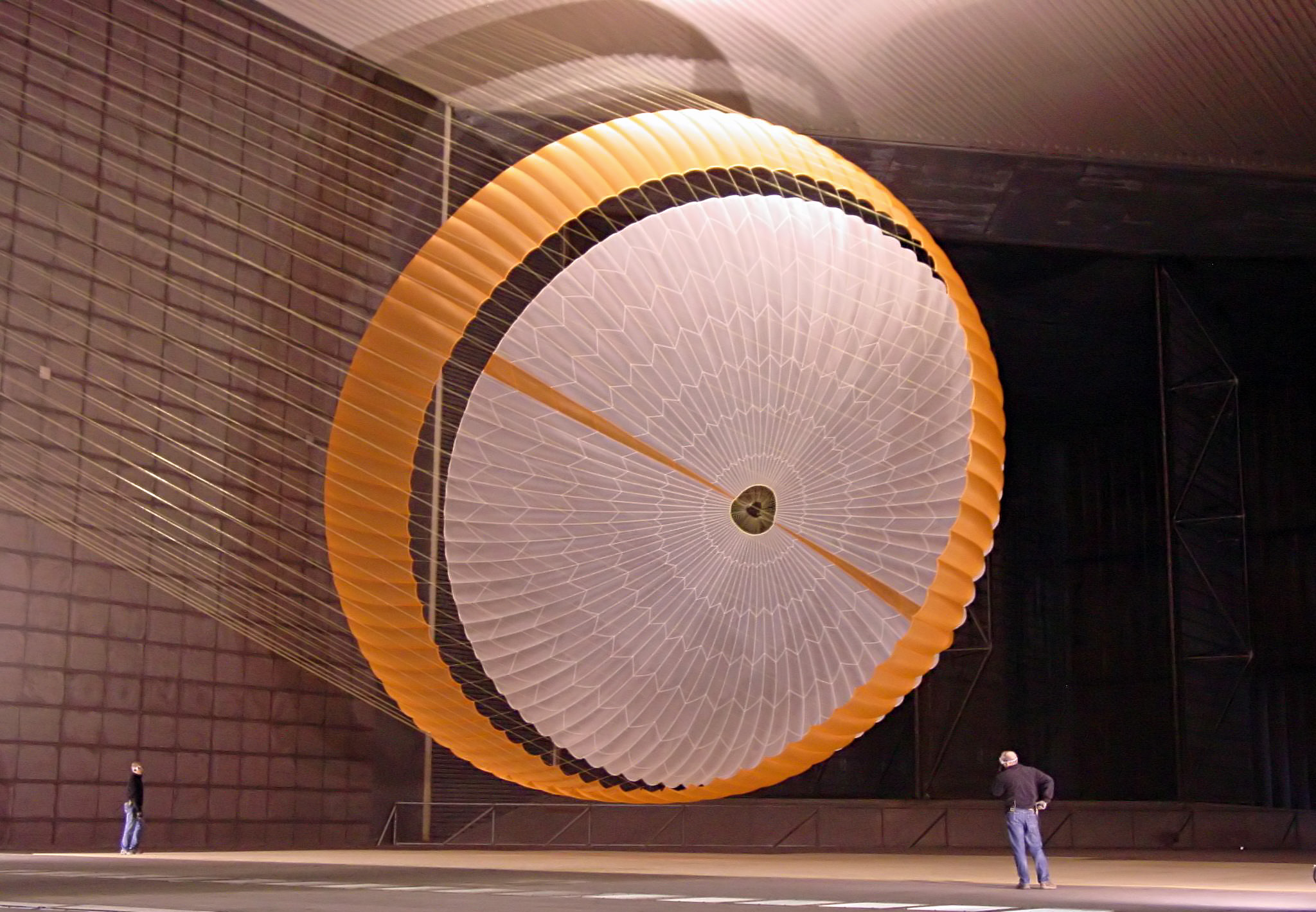
Fallschirm bei einem Windkanalversuch

Windkanäle bestehen aus einem oder mehreren Gebläsen, die die Luftströmung erzeugen, Gleichrichterelementen, die für eine möglichst gleichmäßige, unverwirbelte Strömung sorgen sollen, einer Düse zur Beschleunigung des Luftstromes sowie der eigentlichen Messstrecke, in der die Untersuchungen durchgeführt werden. Die Strömung in der Messstrecke soll dabei möglichst gleichförmig, parallel, turbulenz- und lärmarm sein. Eine quantitative Aussage über die turbulenten Schwankungsgeschwindigkeiten macht der Turbulenzgrad des Windkanals. Die Messstrecke kann, wie in der Grafik dargestellt, offen sein, d. h., die Strömung wird von der Düse in eine Messhalle ausgeblasen und an der anderen Messhallenseite von einem Auffänger oder Kollektor aufgefangen, wobei sich in der Messhalle eine Scherschicht zwischen der bewegten und der stehenden Luft aufbaut. Es gibt jedoch auch geschlossene Messstrecken, in denen die Strömung in der Messstrecke durch Wände geführt wird, und geschlitzte Messstrecken, bei denen einige dieser Wände mit Schlitzen versehen sind.

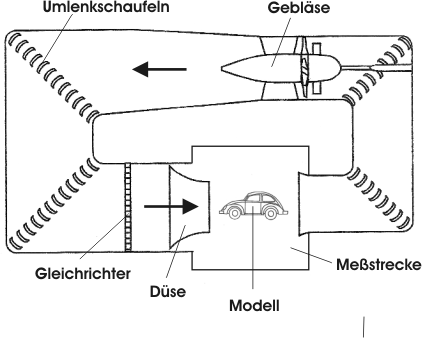
Geschlossener Umlaufwindkanal in Göttinger Bauart für den subsonischen Geschwindigkeitsbereich

Auch die Luftführung von Windkanälen kann offen oder geschlossen sein. Bei der offenen Bauweise wird die Luft aus der Umgebung angesaugt, fließt durch die Messstrecke und entweicht am anderen Ende wieder ins Freie. Geschlossene Luftführungen sind ringförmig. Hier wird die nach der Messstrecke vom Kollektor aufgenommene Luftströmung wieder dem Gebläse zugeführt. Tiefe Temperaturen und hoher Druck können nur in geschlossenen Windkanälen erzeugt werden (Klimawindkanal). Windkanäle für Unterschallgeschwindigkeiten können mehrere Meter Durchmesser haben, dagegen schrumpft die Größe von Windkanälen für den hohen Überschallbereich auf wenige Zentimeter zusammen.
Windkanalexperimente sind hauptsächlich wegen des hohen Investitionsaufwands bei der Erstellung stets mit hohen Kosten verbunden. Daher versucht man heute zunehmend, die Versuche durch numerische Strömungssimulation (CFD, computational fluid dynamics) zu ersetzen. Die Phänomene werden bereits heute recht gut dargestellt. Von der Vision, Windkanalexperimente durch numerische Simulation zu ersetzen, ist man jedoch in der Wirklichkeit noch weit entfernt. Das gilt umso mehr für die aeroakustische Simulation (CAA, Computational Aeroacoustics).
Windkanäle lassen sich nach ihrer Betriebsweise wie folgt klassifizieren:

### Gebläsebetriebene Windkanäle

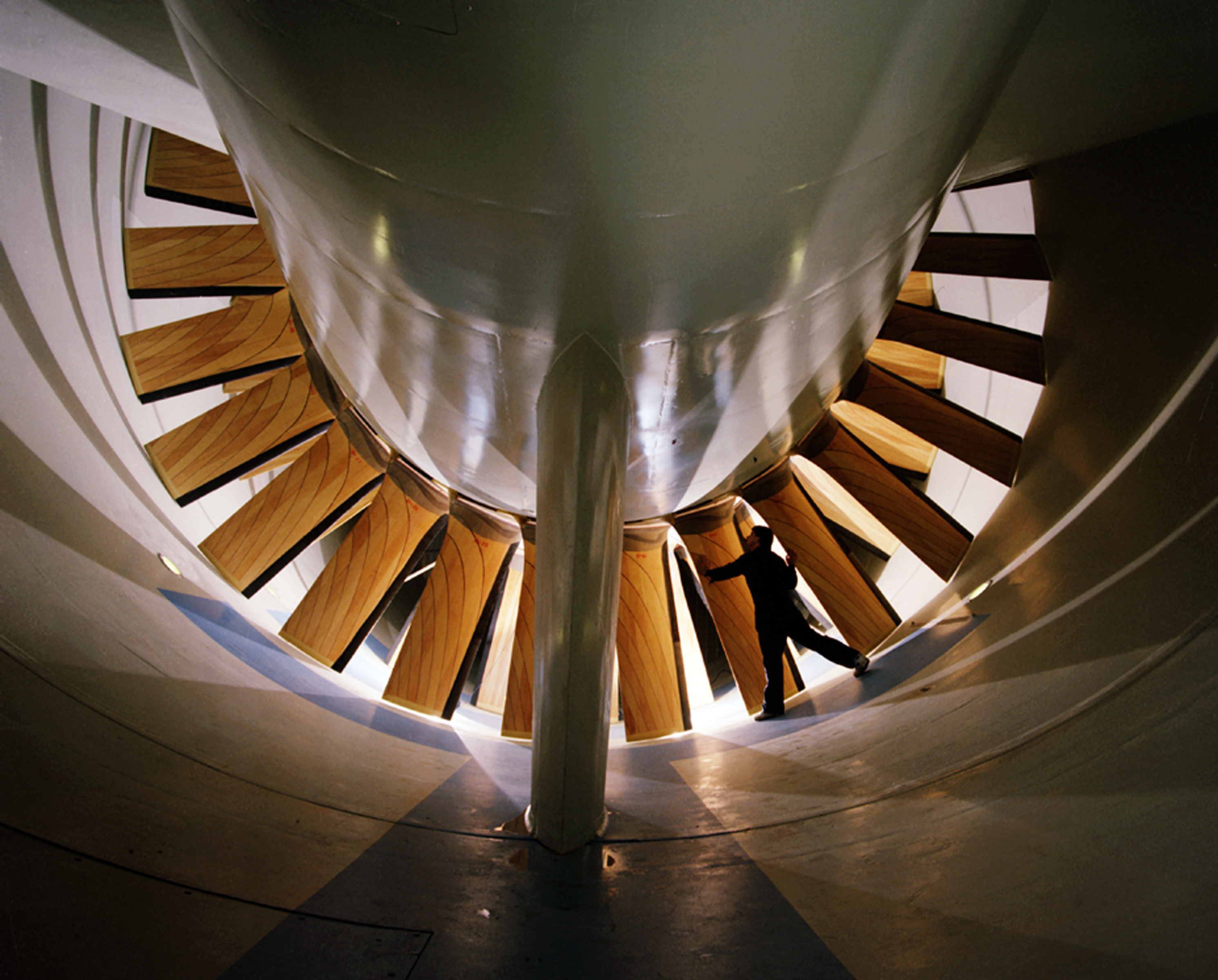
16ft Transsonischer Windkanal der NASA

1. Offener Kanal oder Eiffel-Kanal: saugt Testgas aus der Atmosphäre an und bläst es wieder in diese aus.
2. Geschlossener Kanal oder Göttinger Kanal: führt das Testgas in einem geschlossenen Kreislauf zurück. Ermöglicht Variation von Betriebsdruck und Betriebstemperatur
3. Kryokanal

### Speicher-Windkanäle (Intermittierender Betrieb)
1. Druckspeicher-Windkanal: Testgas strömt aus einem Druckkessel zur Windkanal-Messstrecke. Druck- und Temperaturregelung des Testgases erforderlich.
2. Vakuum-Speicherwindkanal: Testgas wird aus der Atmosphäre in den Vakuum-Speicher gesaugt. Keine Druck- und Temperaturregelung erforderlich.

### Mit instationären Druckwellen betriebene Windkanäle
Grundprinzip: Ein Hochdruck-Speicherrohr wird durch eine Berstmembran vom Niederdruckrohr getrennt. Mit dem Bersten der Membran entstehen instationäre Druckwellen.
In das Niederdruckrohr läuft eine instationäre Stoßwelle mit einer gleichsinnigen Nachlaufströmung. Gleichzeitig läuft in das Hochdruckrohr eine instationäre
Expansionswelle, die eine Strömung entgegengesetzt der Wellenlaufrichtung induziert. Die so induzierten Strömungen werden in Versuchsanlagen verschiedenen Typs genutzt.
1. Stoßwellenrohr oder Stoßrohr: Nutzt Nachlaufströmung der instationären Stoßwelle. Messzeiten im Millisekundenbereich. Varianten: Stoßwellenkanal: Nachbeschleunigung des Testgases mit einer Überschalldüse.
2. Rohrwindkanal oder Ludwieg-Rohr: Das Testgas wird durch eine instationäre Expansionswelle vorbeschleunigt und durch eine Windkanaldüse nachbeschleunigt. Die Expansionswelle durchläuft das in großer Länge ausführbare Speicherrohr in beiden Richtungen, so dass Messzeiten im Sekundenbereich möglich sind.

## Historisches

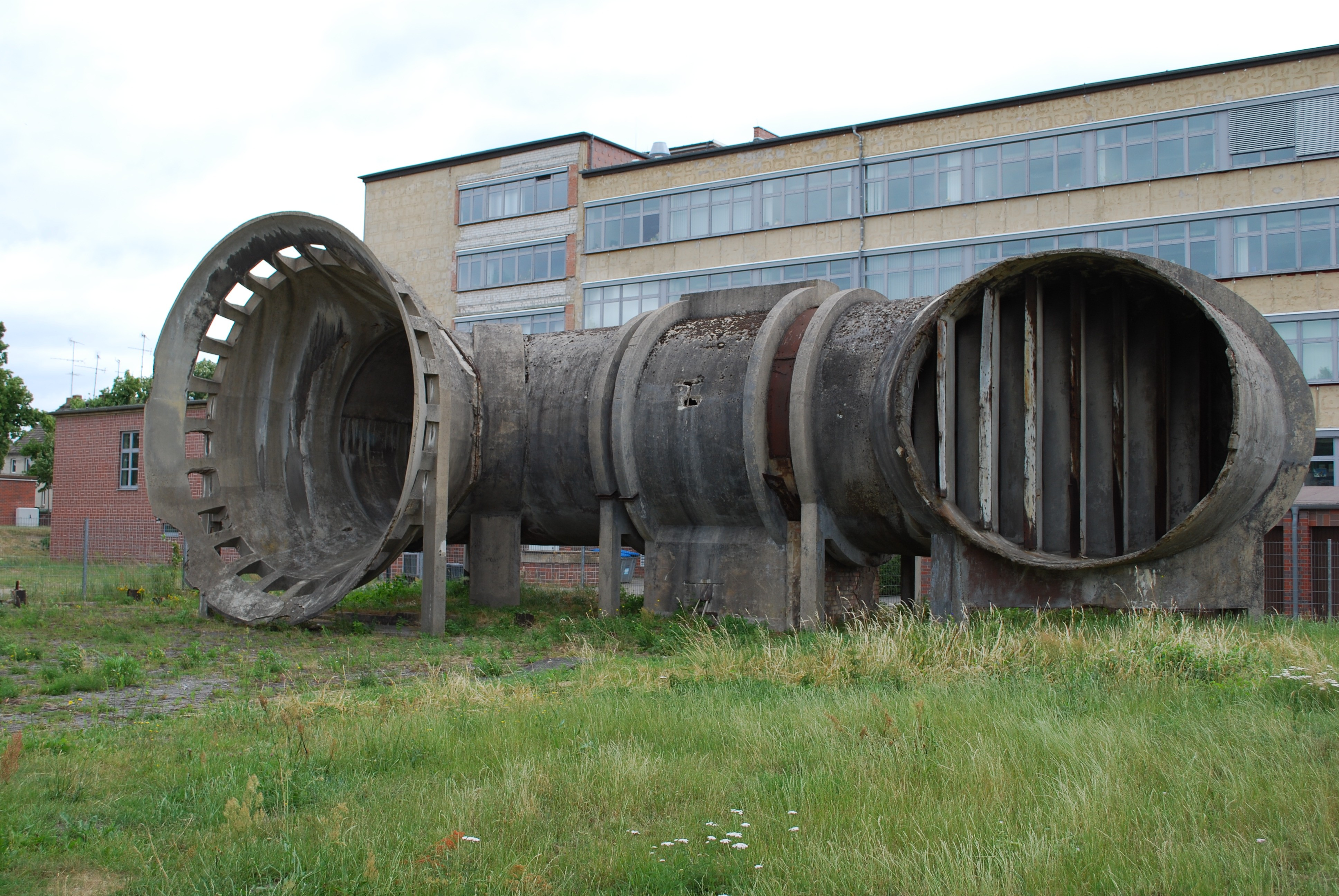
Historischer Windkanal im Technikmuseum Hugo Junkers Dessau

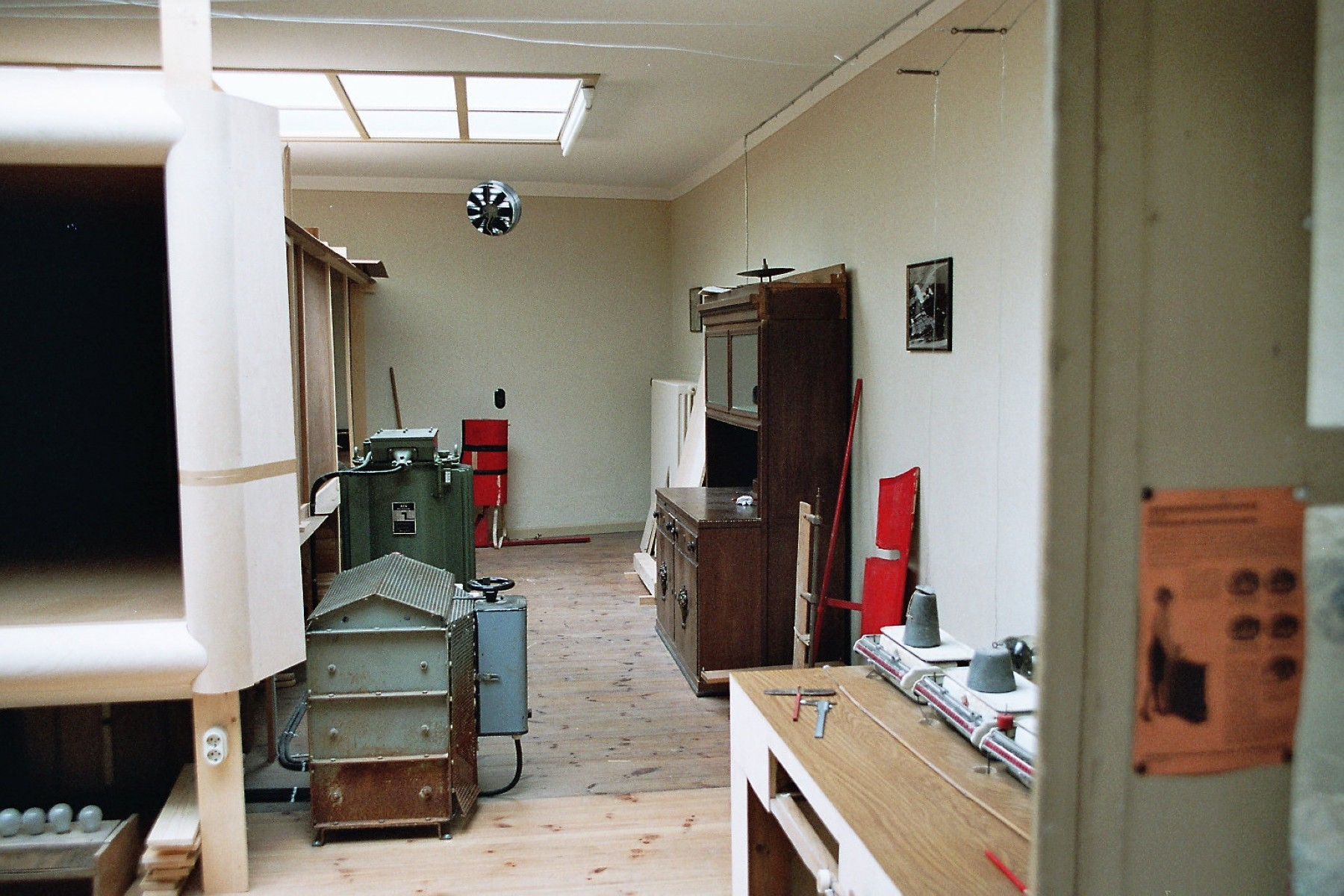
Henrich Fockes Windkanal, 2005

### Eiffel-Kanal
Von Gustave Eiffel wurden in den Jahren 1905 und 1906 am Eiffelturm Untersuchungen zum Strömungswiderstand von rechteckigen und ovalen Platten gemacht, indem sie von der zweiten Plattform des Turmes aus an einem Drahtseil geführt senkrecht nach unten fallen gelassen wurden. Hierbei wurde die auf die Platte wirkende Kraft auf einem mit berußtem Papier umwickelten Metallzylinder aufgezeichnet. Im Jahr 1909 baute Gustave Eiffel auf dem Champ de Mars ein Laboratorium mit einem Windkanal, das 1912 nach Auteuil verlegt wurde. Das Laboratoire Aerodynamique Eiffel kann dort noch heute besichtigt werden. Der Windkanal bestand aus einer geschlossenen Messkabine, aus der auf der einen Seite mithilfe eines elektrischen Gebläses die Luft abgesaugt wurde (die „70 PS“ Strom hierzu lieferte übrigens die Kraftzentrale des Eiffelturms). Auf der gegenüberliegenden Seite des Raumes strömte Luft aus einem großen Lagerraum durch eine Düse in das Innere der Messstrecke nach. In dem so erzeugten Luftstrahl wurden von Eiffels Mitarbeitern später auch systematische Untersuchungen zum Verhalten der ersten Tragflügelformen für Flugzeuge angestellt. Diese Art eines offenen Kanals, der durch Außenluft gespeist wird, trägt daher auch den Namen „Eiffel-Kanal“. Ein Eiffel-Kanal hat den Nachteil, dass sich Temperatur- und Druckschwankungen sowie Geschwindigkeitsunterschiede aus der Umgebung, aus der die Luft angesaugt wird, in die Messstrecke fortsetzen, so dass sich die Strömung nur innerhalb gewisser Grenzen laminar halten und einstellen lässt.

### Göttinger Kanal

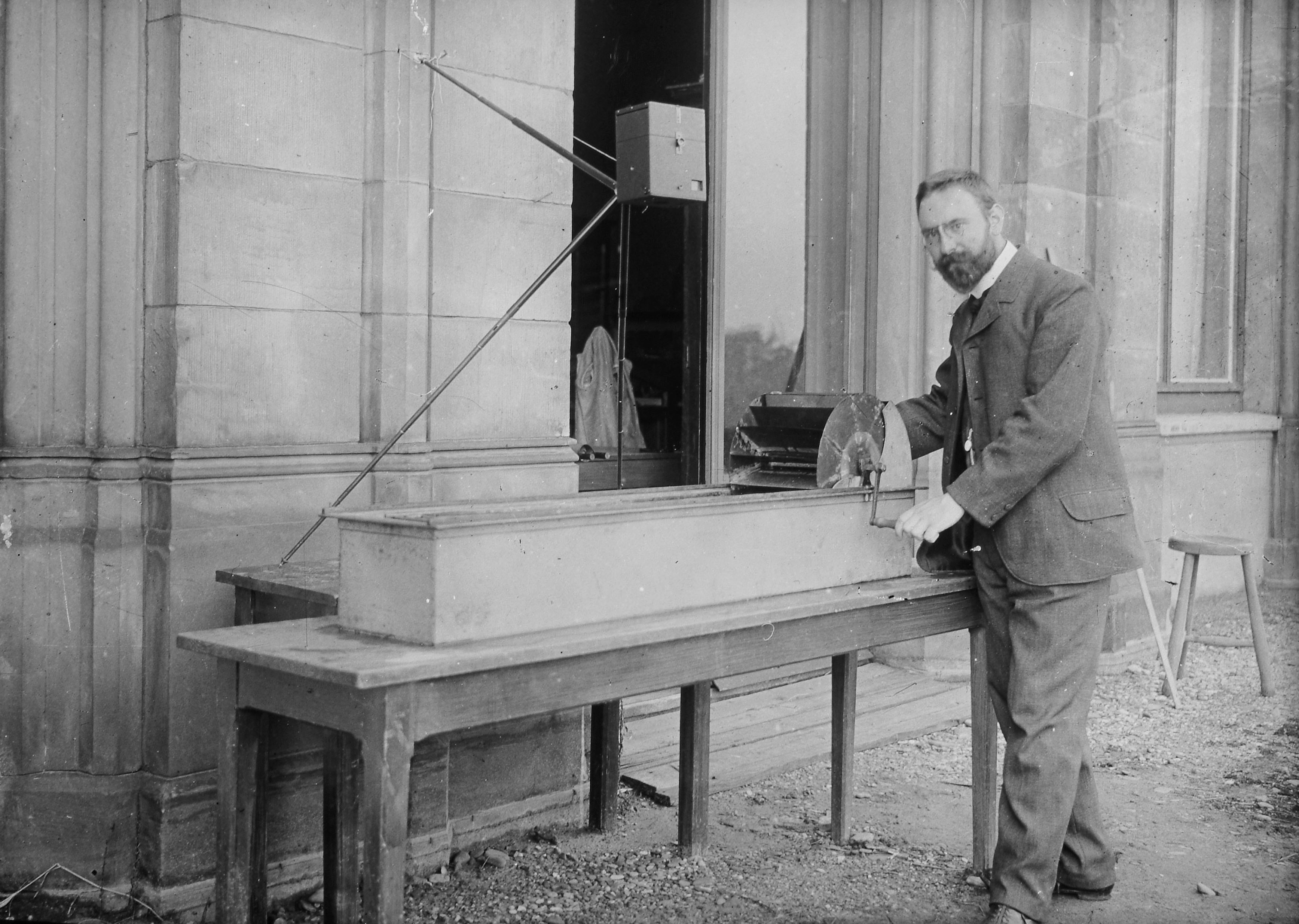
Ludwig Prandtl 1904 mit einem Umlaufwasserkanal, dem so genannten Prandtl-Kanal zur Visualisierung von Strömungsvorgängen, der den Windkanal Göttinger Bauart inspirierte

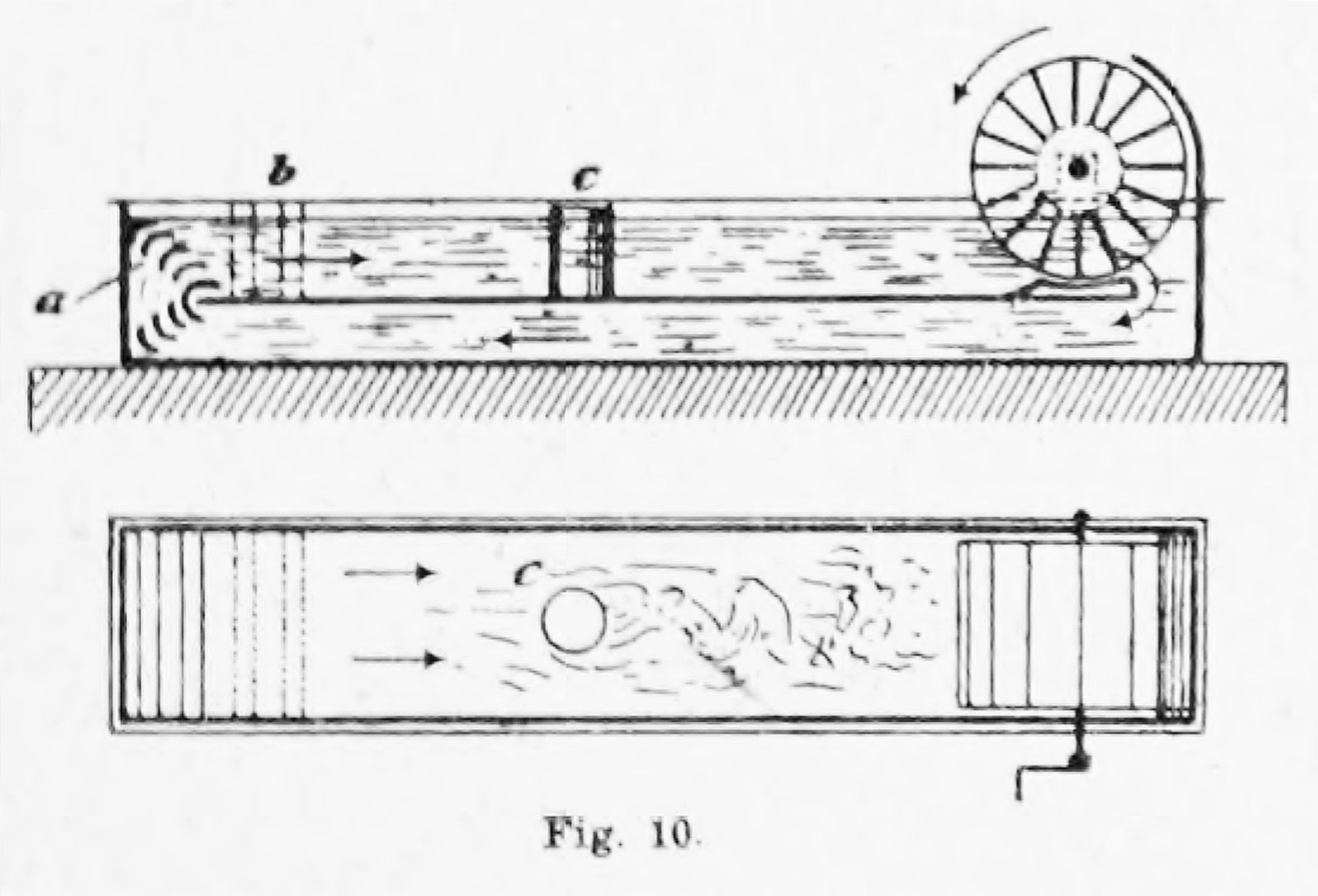
Prandtls Umlaufwasserkanal von 1904 im Seiten- und Grundriss

Unter anderem aus diesem Grunde wurde von Ludwig Prandtl eine andere Form des Windkanals entwickelt und erstmals 1908 in der von ihm gegründeten Modellversuchsanstalt für Aerodynamik in Göttingen umgesetzt.
Bei einem Windkanal nach Göttinger Typ wird hinter der Messstrecke die Luft in einem Auffangtrichter von einem Gebläse abgesaugt, von wo aus sie über einen Kanal wieder der Düse vor der Messstrecke zuströmt. Auf diese Weise können die physikalischen Eigenschaften der Luft im Kanal gut kontrolliert werden. Man kann z. B. den ganzen Kanal und die Messstrecke unter erhöhten Druck bringen oder kühlen. Es gibt Kanäle, in denen mit Drücken bis 120 bar oder Temperaturen bis −200 °C gearbeitet wird. Ein Kanal Göttinger Bauart hat in der Regel außerdem einen höheren Wirkungsgrad, da die Bewegungsenergie der aus der Messstrecke ausströmenden Luft wieder benutzt wird. Daher haben die meisten Windkanäle mit hoher Leistung/Strahlgeschwindigkeit einen geschlossenen Kreislauf.
Diese Bauweise wurde von einem Experimentierkanal inspiriert, mit dem Prandtl in Hannover Untersuchungen mit strömendem Wasser unternahm. Anstelle des Gebläses wurde bei diesem etwa 2 m langen und 20 cm breiten Kanal ein Wasserrad mit einer Handkurbel in Drehung versetzt, woraufhin das Wasser in der Messstrecke abgesaugt wurde und durch einen Umströmkanal, der sich darunter befand, wieder auf die andere Seite der Messstrecke strömte. Von oben konnten in den offenen Kanal Hindernisse eingesetzt und ihre Umströmung beobachtet werden.